# Таутовская средняя школа имени Б. С. Маркова
Таутовская средняя школа (официальное название МОУ «Таутовская СОШ») — расположенная в деревне Таутово общеобразовательная школа Аликовского района Чувашии.
Школа носит почётное звание земляка, народного артиста России и Чувашии Бориса Маркова.

## История
В 1885 году в селении Таутово открылась церковно-приходская школа. Разместилась она в частном доме Матвея Родионовича Капитонова, затем — в доме Агафонова Алексея Прокопьевича. В 1908 году в деревне построили здание для Таутовской земской четырёхлетней школы. После революции 1917 года школа сменила название на Единую трудовую. В 1924 году становится начальной, в 1935 году — семилетней, а в 1961 года — восьмилетней школой.
В 1974 году Таутовская средняя школа открыла свои двери для 480 учеников. В новом школьном здании была организована кабинетная система обучения, имелись спортзал, актовый зал, столовая и буфет.

## Школа сегодня
Ныне Таутовская школа считается одной из ведущих средних общеобразовательных школ Аликовского района, относящаяся к числу базовых, оснащенная современным оборудованием и техникой. В школе обучается более 200 учеников, трудятся 19 педагогов.
С сентября 2008 года для старшеклассников из 4 близлежащих школ на базе МОУ «Таутовская СОШ» организовано профильное обучение по 3 направлениям: социально — гуманитарное, естественно — научное и аграрно-технологическое, по окончании которого учащимся выдается свидетельство о прохождении обучения по профессии тракторист — машинист категории «B», «C», «E».
В 2008 году Таутовская школа пройдя конкурсный отбор среди общеобразовательных учреждений, внедряющих инновационные образовательные программы, удостоилась Гранта Президента Российской Федерации в размере 1 млн рублей.
В рамках программы «Школьный автобус» школа имеет 2 автобуса и 1 микроавтобус, на которых организован подвоз более 90 учащихся из 4 населенных пунктов.
С марта 2007 года школа является районной экспериментальной площадкой по внедрению программы «Школа здоровья». В школе созданы дополнительные возможности для оздоровления учащихся: тренажерный зал, лыжная база, теннисная площадка, хоккейная площадка, спортзал, стадион, спортивный городок. Организовано 2-х разовое питание со 100 % охватом учащихся. Реализация в школе идей здорового образа жизни отразилась и на спортивных результатах. Школа за последние 3 года подготовила 1 победителя первенства России (2008 год), 6 призеров всероссийских соревнований и 53 призера республиканского уровня.
В школе трудятся 19 педагогов и обучаются более 150 детей из близлежащих селений: деревень Таутово, Ходяково, Павлушкино, Шерашево, Хоравары, Малые Туваны.

## Директора школы

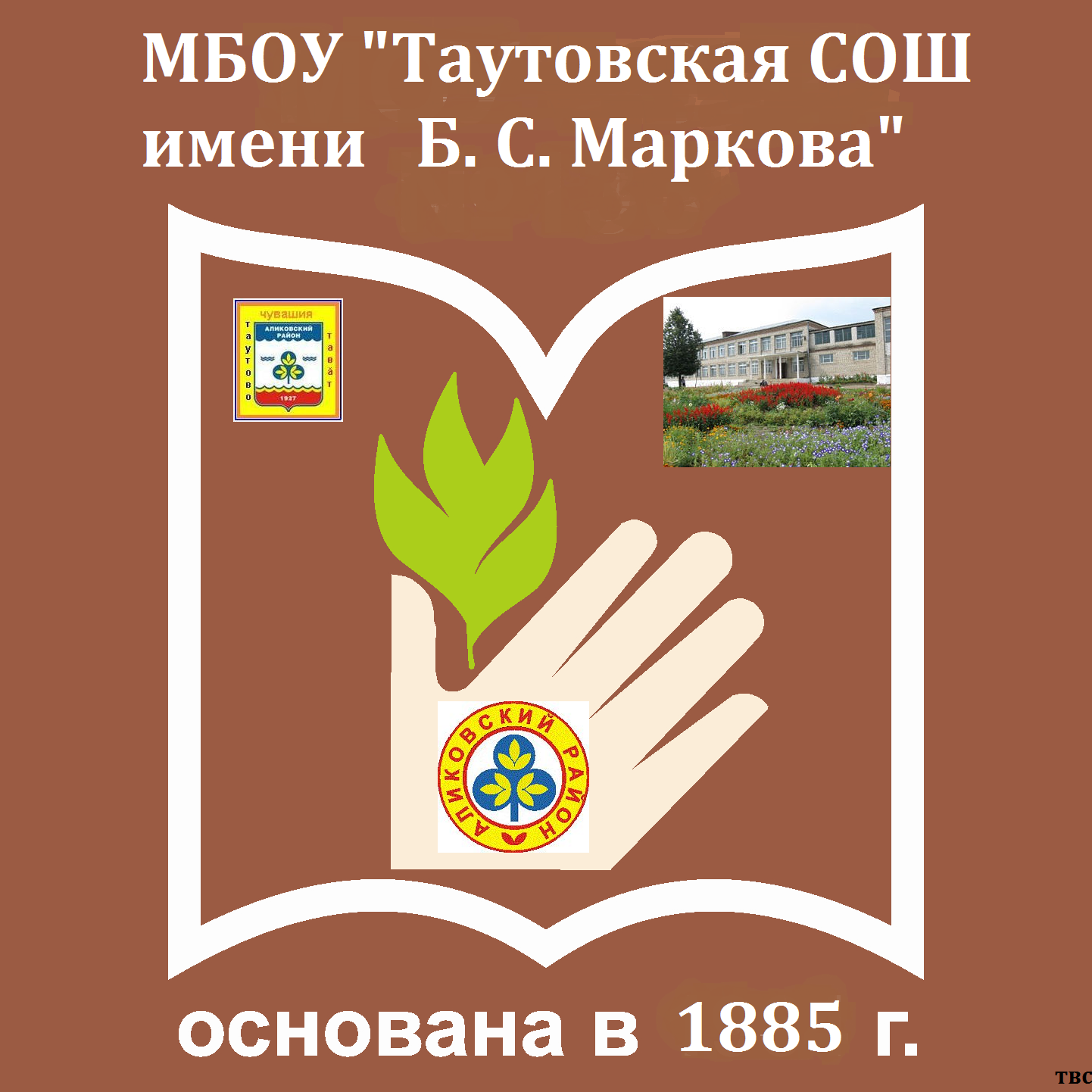
Таутово

- 1. Михайлов Прокопий Михайлович «1885-1908 гг.»
- 2. Ефимов, Илья Ефимович «1908-1914 гг.»
- 3. Павлова Анфиса Павловна «1916-1917 гг.»
- 4. Иванов Николай Иванович «1918-1927 гг.»
- 5. Андреев Андрей Андреевич «1927-1928 гг.»
- 6. Манилов Фёдор Алексеевич «1928-1937 гг.»
- 7. Матвеев Матвей Матвеевич «1937-1939 гг.»
- 8. Семёнов Иван Семёнович «1939-1941 гг.»
- 9. Васильева Варвара Захаровна «1941-1945 гг.»
- 10. Васильев Софрон Васильевич «1945-1952 гг.»
- 11. Корнилов Михаил Корнилович «1953-1957 гг.»
- 12. Григорьевский Никон Андриянович «1957-1965 гг.»
- 13. Михайлов Алексей Михайлович «1965-1972 гг.»
- 14. Анисимов Гурий Анисимович «1972-1978 гг.»
- 15. Скворцов Анатолий Васильевич «1978-1979 гг.»
- 16. Порфирьев Николай Дмитриевич «1979-1982 гг.»
- 17. Куликов Станислав Николаевич «1982-1987 гг.»
- 18. Васильев Николай Петрович «1987-1991 гг.»
- 19. Дмитриев Анатолий Максимович «1991-1992 гг.»
- 20. Алексеев Василий Иванович «1992-1997 гг.»
- 21. Герасимова Елена Семёновна «1997-2005 гг.»
- 22. Иванова Ираида Валериановна «2005-2006 гг.»
- 23. Ефремов Александр Николаевич «2006-2010 гг.»
- 24. Петухов Сергей Владимирович <<2010- >>

## Знаменитые выпускники
- Агафонов Иван Алексеевич — заслуженный учитель Чувашской республики.
- Андреева, Зоя Захаровна — народная артистка Чувашской республики, заслуженная артистка Чувашской республики.
- Иванова(Агафонова) Надежда Ивановна — заслуженный учитель Чувашской республики.
- Овчинников Валериан Николаевич — заслуженный юрист Чувашской республики.
- Кудряшова (Тихонова) Раиса Семёновна — заслуженный учитель Чувашской республики.
- Емельянова Мария Филипповна — заслуженный работник культуры Чувашской республики.
- Константинова Любовь Михайловна — заслуженный работник культуры Чувашской республики.
- Васильев Пётр Миронович — заслуженный механизатор Чувашской республики.
- Захарова (Тихонова) Валентина Ивановна — заслуженный врач Чувашской республики.
- Капитонов Радомир Витальевич — кандидат филологических наук.
- Павлов Геннадий Максимович — кандидат экономических наук.
- Тихонов Анатолий Иванович — кандидат геолого-минералогических наук.
- Егоров Сергей Альбертович — заслуженный работник физической культуры и спорта Чувашской республики.
- Марков, Анатолий Семёнович — депутат Верховного Совета Чувашской АССР трех созывов (1971–83). Председатель Верховного Совета ЧАССР VIII созыва (1971–75), член Президиума Верховного Совета ЧАССР IX и Х созывов (1976–83).
- Марков Борис Семёнович — заслуженный артист ЧАССР, народный артист ЧАССР, народный артист РСФСР, заслуженный деятель искусств РСФСР, режиссёр.
- Николаев Владимир Иванович — финалист конкурса Учитель Года России (2004 г.)
- Григорьев Владимир Николаевич — заслуженный артист Чувашской республики.
- Васильев Николай Петрович — заслуженный учитель Чувашской республики.
- Михайлов Вениамин Васильевич — заслуженный учитель Чувашской республики.
- Криков, Аркадий Максимович — доктор технических наук.
- Степанов, Михаил Степанович — Герой Социалистического Труда.
- Филиппова Дарья Семёновна— кандидат педагогических наук.